# زبد (السفيرة)
زبد قرية سوريّة تتبع إداريّاً لمحافظة حلب منطقة السفيرة ناحية خناصر، بلغ تعداد سكانها 280 نسمة حسب التعداد السكاني لعام 2004.